# Sugubine
Sugubine (en serbe cyrillique : Сугубине) est un village de Serbie situé dans la municipalité de Sjenica, district de Zlatibor. Au recensement de 2011, il comptait 132 habitants.
Sugubine est également connu sous les noms de Sugubina et Donja Sugubina.

## Démographie

### Évolution historique de la population
| 1948 | 1953 | 1961 | 1971 | 1981 | 1991 | 2002 | 2011 |
| ---- | ---- | ---- | ---- | ---- | ---- | ---- | ---- |
| 321  | 334  | 343  | 360  | 307  | 251  | 183  | 132  |

|  |